# جيمس فارينغتون
جيمس فارينغتون (بالإنجليزية: James Farrington)‏ هو سياسي أمريكي، ولد في 1 أكتوبر 1791، وتوفي في 29 أكتوبر 1859 في روتشستر في الولايات المتحدة. حزبياً، نشط في الحزب الديمقراطي. وقد انتخب عضو مجلس ولاية نيوهامبشير وانتخب عضو مجلس النواب الأمريكي.